# The Monument, Antarktis
The Monument är en klippformation i Antarktis. Den ligger i Västantarktis. Argentina, Chile och Storbritannien gör anspråk på området. Toppen på Monument är 572 meter över havet.